# Black Marvel
The Black Marvel (Daniel Lyons) es un personaje ficticio en el Universo Marvel. Creado por Al Gabriele con un guionista no conocido, La primera aparición fue en Mystic Comics #5 (March 1939), publicada por la predecesora de Marvel, Timely Comics, durante el periodo que se ha dado en llamar la Golden Age de los Cómics.

## Publicación
Black Marvel apareció en varias historias en la colección Mystic Comics #5-9 (March 1941 - May 1942). Su primera aparición fue reimpresa en Marvel Super-Heroes #15 (July 1968).
El personaje solo protagonizó una historia en All Winners Comics #1 (Summer 1941), que fue escrito por Lee y reimpreso en The Golden Age of Marvel Comics, Vol. 2. La portada también fue reimpresa en Giant-Size Invaders vol. 2, #2 (Dec. 2005).

## Biografía Ficticia
Man-to, el último jefe de una tribu de Blackfeet, moría y buscaba un digno sucesor. Su curandero, Running Elk, organizó una serie de pruebas para posibles candidatos, pero más de cien posibles valientes intentaron y no lograron alcanzar el estándar requerido. Dan Lyons fue el último concursante, el hijo de un hombre blanco cuya vida Man-to había salvado muchos años antes. Deseando pagar esta deuda, desafió las pruebas. Superó a un ciervo, nadó río arriba más rápido que el salmón y demostró ser un tirador increíble en el campo de tiro con arco, recibiendo cuatro ojos de buey consecutivos con los ojos vendados. Cuando le dispararon otras flechas, las atrapó en el aire. Luego luchó con un oso y le rompió el cuello, matándolo. Satisfecho, Man-to le dio a Dan el traje sagrado de Black Marvel, junto con la responsabilidad de corregir los errores y destruir a los que se aprovechan de los indefensos. También le hizo una larga reverencia, diciéndole que hiciera una muesca cada vez que realizara una buena acción.
Su primera aventura pública lo vio detener una incursión en el arsenal de la ciudad, que se llevó a cabo al amparo de la oscuridad después de que los delincuentes crearon un apagón al atacar la planta eléctrica. En su próxima aventura, Black Marvel impide que los agentes nazis maten a un refugiado que escapó del régimen en Alemania.
Más tarde, Black Marvel se trasladaría a California, donde derribaría la Orden de la Capucha, que intentaba extorsionar a Estados Unidos para que les diera cantidades masivas de dinero a través de asesinatos y robos. Más tarde, Black Marvel no pudo evitar el asesinato del científico germano-estadounidense, Dr. Eisenberg de los nazis que operaban desde un Bund alemán. A pesar de este fracaso, Black Marvel logró localizar a sus asesinos y llevarlos ante la justicia. Black Marvel se enfrentó con un nuevo criminal conocido como Grinner. Al matar al ladrón, se enteró de que el Grinner era el Dr. Weem, cuyo único error fue probar una cura para la neumonía que lo transformó en un asesino despiadado.
Luego viajó a América del Sur para investigar una mina supuestamente embrujada con un diamante masivo que mató con un toque. Ayudó a exponer que todo fue un engaño creado por un estafador llamado Ridley y su cómplice Baku, el médico brujo local que se hizo pasar por el dios de los nativos Vool-Kah. En su última aventura en solitario grabada, Black Marvel protegió al criminal reformado Jerry Madden del vengativo Longnails Legarya.
En 1942, Black Marvel conoció al Capitán América por primera vez y se unió a otros héroes en una caída en paracaídas sobre una fortaleza nazi en la Europa ocupada.
En 1943, Black Marvel se encontraba entre una serie de héroes que fueron asesinados por el Cubo Cósmico con el Cráneo Rojo y empalado en una pared masiva. Sin embargo, el Cubo fue recuperado por el soldado Paul Anslen, quien resucitó a todos los héroes asesinados que ayudaron a los esfuerzos combinados de los Invasores y el tiempo desplazó a los Nuevos Vengadores y los Poderosos Vengadores. Cuando Cráneo fue derrotado, los héroes usaron el Cubo para borrar los recuerdos del evento de Black Marvel para preservar la historia.
En 1945, Black Marvel fue a Europa para ayudar al ejército de los Estados Unidos en la guerra contra los nazis. El 25 de abril de 1945 participó en una invasión masiva de superhéroes a Berlín. La misión final de Black Marvel lo vio fallar en salvar un hotel lleno de gente en llamas, causando que se retirara avergonzado.

### Era Moderna
Como un anciano, Black Marvel asistió a una fiesta de reunión de héroes de la edad de oro, de los cuales el Capitán América fue el invitado de honor. La fiesta fue en realidad una trampa puesta por el héroe asesino Zeitgeist, quien murió en la batalla con el Capitán América.
Más tarde, Lyons vendió su alma al demonio Mefisto que le permitió a Lyons obtener cuatro trajes superpoderosos abandonados por el superhéroe Spider-Man, y usarlos para lanzar el equipo de superhéroes conocido como los Slingers. Los héroes finalmente ayudaron a liberar a Lyons de su contrato demoníaco, permitiéndole morir en paz.
Black Marvel aparentemente había regresado para liderar a los Slingers una vez más, pero Dusk rápidamente estableció que su mentor aparentemente renacido no tenía alma y posteriormente fue identificado como un demonio.

## Poderes y habilidades
Black Marvel no tiene superpoderes. Pero fue entrenado en el combate cuerpo a cuerpo y se encontró en el culmen de su condición física.

## En otros medios

### Televisión
- Black Marvel apareció en Spider-Man: La serie Animada en una historia dividida en cinco episodios llamada Six Forgotten Warriors con la voz de Paul Winfield. Aquí, Black Marvel es Omar Mosely, un amigo y antiguo profesor del editor del Daily Bugle, Joseph "Robbie" Robertson.[15] Black Marvel y otros cuatro superhéroes (el Whizzer, Miss America, el Thunderer y el Destroyer), los cuales ganaron sus poderes como resultado de recrear el experimento que creó al Capitán América. Su jefe y amigo Dan Lyons también tenía la intención de participar pero su padre se lo prohibió. Mosely tomó su lugar, ganando una fuerza sobrehumana y llevando una capucha que le cubría parte de la cara lo cual no le hacía reconocible como Afroamericano durante la división racial. Lyons permitió creer que él era el héroe y Mosely su sidekick para proteger la identidad secreta de Omar. Después de que el Capitán América "sacrificara" su vida para parar a Cráneo Rojo en su propósito de activar la máquina del juicio final, Black Marvel y otros héroes se quedaron con las llaves de activación y se retiraron mientras que Black Marvel conservaba el escudo del Capitán América. La verdadera identidad de Black Marvel fue revelada a Spider-Man y al resto de héroes que ayudaron al Capitán América cuando lucharon contra los Seis Siniestros en la búsqueda de las llaves. Una vez que el Capitán volvió y momentos antes de que Cráneo Rojo volviera, Black Marvel le devolvió su escudo.

- En The Super Hero Squad Show, el alcalde de Superhero City (con la voz de Stan Lee) lleva un disfraz basado en Black Marvel.[cita requerida]